# دينيس إم. هيرلي
دينيس إم. هيرلي هو سياسي أمريكي، ولد في 14 مارس 1843 في ليمريك في جمهورية أيرلندا، وتوفي في 26 فبراير 1899 في Hot Springs, Virginia ‏ في الولايات المتحدة. نشط حزبياً في الحزب الجمهوري. وقد انتخب عضو مجلس النواب الأمريكي ‏.